# Världsmästerskapet i schack 2000
Världsmästerskapet i schack 2000 var en titelmatch mellan den regerande världsmästaren Garri Kasparov och utmanaren Vladimir Kramnik. Den spelades i London mellan den 8 oktober och 4 november 2000. Matchen spelades över 16 partier och slutade med att Kramnik blev ny världsmästare.

## Bakgrund
Matchen spelades under den tid då VM-titeln var splittrad mellan den ”klassiska” världsmästaren som hade besegrat den föregående i en match och FIDE-världsmästaren som var vinnaren av FIDE:s VM-turneringar. Denna match gällde den klassiska titeln.
Kramniks seger var en överraskning eftersom Kasparov var den klart högst rankade spelaren i världen. Kramnik var väl förberedd och förlorade inte något parti i matchen. Som svart använde han Berlinerförsvaret i spanskt parti som ett remivapen, vilket ledde till ett uppsving för varianten som sedan dess använts av många spelare i världseliten.

## Kvalificering till titelmatchen
Eftersom det inte fanns någon stabil organisation som anordnade de klassiska världsmästerskapen så var det stora problem att utse en utmanare till Kasparov. Ursprungligen var det tänkt att Viswanathan Anand och Kramnik (som var de högst rankade efter Kasparov) skulle spela en utmanarmatch. Anand avböjde dock eftersom han deltog i FIDE:s VM-turnering.
Budet gick då i stället till Alexej Sjirov. Sjirov och Kramnik spelade en match i Cazorla i Spanien mellan den 24 maj och 5 juni 1998. Matchen vanns av Sjirov med 5½–3½. Planen var sen att Kasparov och Sjirov skulle mötas i en titelmatch i slutet av 1998. Matchen kom dock aldrig till stånd på grund av problem med att hitta sponsorer.
Under 1999 försökte Kasparov på nytt få till en match mot Anand som då var världstvåa. Även dessa förhandlingar bröt samman. I mars 2000 annonserades att Kasparov och Kramnik skulle spela en titelmatch. Den här gången gick förhandlingarna i lås och matchen kunde påbörjas i oktober 2000.

## Regler
Titelmatchen spelades som bäst av 16 partier. I varje parti hade spelarna 120 minuter på sig att göra sina första 40 drag och fick därefter ett tillägg på 60 minuter. När en spelare hade gjort sina första 60 drag fick denne ett tillägg på 30 minuter, och ett bonustillägg på 10 sekunder för varje ytterligare drag som gjordes.

## Resultat
| Namn             | Rating | Parti | Parti | Parti | Parti | Parti | Parti | Parti | Parti | Parti | Parti | Parti | Parti | Parti | Parti | Parti | Poäng |
| Namn             | Rating | 1     | 2     | 3     | 4     | 5     | 6     | 7     | 8     | 9     | 10    | 11    | 12    | 13    | 14    | 15    | Poäng |
| ---------------- | ------ | ----- | ----- | ----- | ----- | ----- | ----- | ----- | ----- | ----- | ----- | ----- | ----- | ----- | ----- | ----- | ----- |
| Garri Kasparov   | 2849   | ½     | 0     | ½     | ½     | ½     | ½     | ½     | ½     | ½     | 0     | ½     | ½     | ½     | ½     | ½     | 6½    |
| Vladimir Kramnik | 2772   | ½     | 1     | ½     | ½     | ½     | ½     | ½     | ½     | ½     | 1     | ½     | ½     | ½     | ½     | ½     | 8½    |